# Orchis bouffon
Anacamptis morio
Pour les articles homonymes, voir Bouffon (homonymie) et Morio (homonymie).
Espèce
Statut CITES
Classification phylogénétique
L'orchis bouffon (Anacamptis morio), synonyme ancien: Orchis morio L., est une espèce de plantes à fleurs de la famille des Orchidaceae. C'est une orchidée terrestre eurasiatique.

## Description
C'est une plante robuste assez courte (8 à 40 cm), montrant une rosette de feuilles lancéolées, une hampe florale portant quelques feuilles longuement engainantes. L'inflorescence est peu dense, ne dépassant pas une vingtaine de fleurs de couleurs variées du violet au pourpre au lilas rose voire au blanc. Les sépales et les pétales latéraux sont réunis en un casque sub-globuleux nettement nervé de vert-gris à l'extérieur. Le labelle est large, à centre pâle, souvent taché de pourpre. Il existe un éperon court, épais, aplati et bilobé au sommet.
Confusion possible avec l'orchis orné (Anacamptis picta).

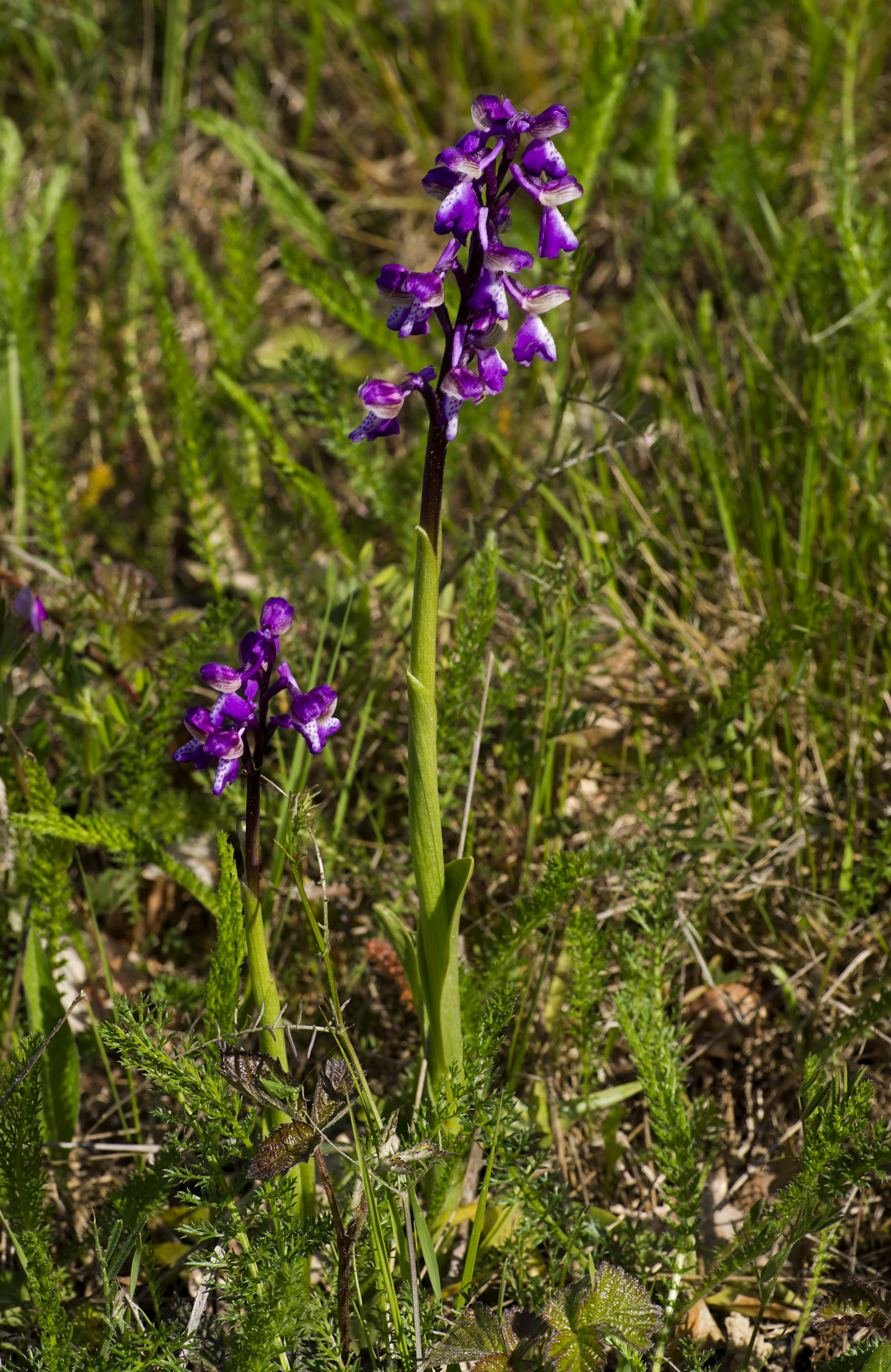
Orchis bouffon - (Fronton) Haute-Garonne
Fleur - (Fronton) Haute-Garonne
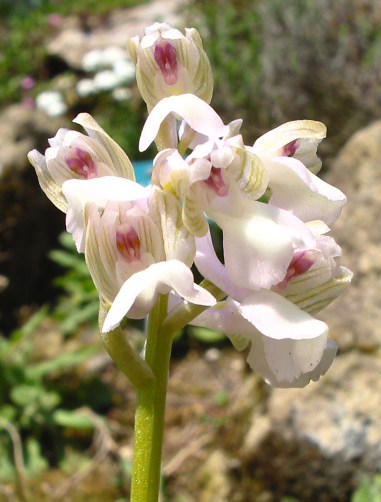
Orchis bouffon forme blanche

## Floraison
C'est une espèce de floraison précoce dans le sud de son aire de répartition (mars), plus tardive au nord (mai à juin).

## Habitat
En général de pleine lumière, tolérante au point de vue substrat, peuple des pelouses, prairies maigres, lisières et bois clairs.

## Aire de répartition
L'aire de répartition, très vaste, va du sud de la Norvège à l'Iran et au bassin méditerranéen.

## Vulnérabilité
L'espèce est classée "LC" : Préoccupation mineure.
L'espèce est souvent victime du prélèvement systématique des tubercules pour la commercialisation du Salep. Des stations complètes sont ainsi détruites.

## Statut de protection
L'espèce est légalement protégée en Belgique.
En France, elle figure sur la liste des espèces protégées dans le Nord-Pas-de-Calais (et sur la liste rouge régionale).

## Autres espèces du genreAnacamptis
- Anacamptis champagneuxii, orchis de Champagneux
- Anacamptis collina, orchis des collines
- Anacamptis coriophora, orchis punaise
- Anacamptis laxiflora, orchis à fleurs lâches
- Anacamptis longicornu, orchis à long éperon
- Anacamptis palustris, orchis des marais
- Anacamptis papilionacea, orchis papillon
- Anacamptis picta, orchis orné ou orchis paint
- Anacamptis pyramidalis, orchis pyramidal